# Онајда (Висконсин)
Онајда (енгл. Oneida) град је у америчкој савезној држави Висконсин.

## Демографија
По попису из 2010. године број становника је 0, што је 1.07 (-100,0%) становника мање него 2000. године.
| Група             | 2000.       | 2010.    |
| Белци             | 330 (30,8%) | 0 (0,0%) |
| Афроамериканци    | 3 (0,3%)    | 0 (0,0%) |
| Азијати           | 1 (0,1%)    | 0 (0,0%) |
| Хиспаноамериканци | 36 (3,4%)   | 0 (0,0%) |
| Укупно            | 1.070       | 0        |